# Anoplophilus utsugidakensis
Anoplophilus utsugidakensis är en insektsart som beskrevs av Ishikawa, H. 2002. Anoplophilus utsugidakensis ingår i släktet Anoplophilus och familjen grottvårtbitare. Inga underarter finns listade i Catalogue of Life.